# Château de la Jarossaie
Le château de la Jarossaie était un château français, situé à Entrammes, dans le département de la Mayenne et la région des Pays de la Loire.

## Situation
Il est à 1 500 mètres au Sud-Ouest du bourg, dominant la Mayenne[réf. incomplète].

## Désignation
- Le lieu de la Jarossaie, 1538 (Lib. fundat., t. VI, f. 37).
- La terre, fief et seigneurie de la Jarossaie, 1637.
- Jarossais, château, village et chapelle sur un mamelon (Carte de Cassini).
- La Jarossais (Carte d'État-Major).

## Historique
C'était un fief mouvant de la d'Entrammes, ayant droit de pêche dans la Mayenne et dans le Vicoin, par concession du seigneur de Montchevrier. 
L'Abbé Angot indique qu'à la fin du XIXe siècle que le logis, habité pendant tout le XVIe siècle par les possesseurs, est méconnaissable. Construite par Jean Le Bigot et Guillemine Bouvet avant 1528, la chapelle n'était pas encore « consacrée et dédiée » en 1538 ; elle fut fondée en l'honneur de saint Jean de deux messes.

### Sources et bibliographie
- « Château de la Jarossaie », dans Alphonse-Victor Angot et Ferdinand Gaugain, Dictionnaire historique, topographique et biographique de la Mayenne, Laval, A. Goupil, 1900-1910 [détail des éditions] (BNF 34106789, présentation en ligne) , reposant sur les documents suivants
  - Louis-Julien Morin de la Beauluère, Notice sur Entrammes, p. 53-54.
  - Titres des Essarts (Martigné).
  - Bulletin historique de la Mayenne, t. I, p. 164.
  - Archives départementales de la Mayenne, B. 1.375.